# Willem de Vlamingh

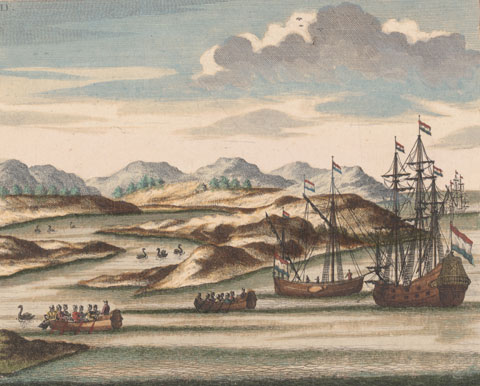
Les navires de Willem de Vlamingh avec des cygnes noirs, à l'embouchure de la rivière Swan (gravure en couleur de Johannes van Keulen publiée en 1726)

Willem Hesselszoon de Vlamingh (né le 28 novembre 1640, Vlieland - vers 1698) était un officier de marine néerlandais qui explora les côtes du sud-ouest de l'Australie à la fin du XVIIe siècle.

## Biographie
Vlamingh voyage dès 1664 le long des côtes nord et nord-est de la Nouvelle-Zemble et atteint 82° 10' de latitude. 
Vlamingh s'engagea dans la Compagnie néerlandaise des Indes orientales en 1688 et fit son premier voyage à Batavia la même année. Après son deuxième voyage, en 1694, on lui demanda de monter une expédition pour partir à la recherche d'un navire de la compagnie, le Ridderschap van Holland, porté disparu avec 325 passagers à bord alors qu'il faisait route vers Batavia. Les dirigeants croyaient que le navire avait pu aller s'échouer sur les côtes ouest de l'Australie (la Nouvelle-Hollande à l'époque).
En 1696, Willem de Vlamingh dirigea l'expédition chargée de rechercher sur les côtes ouest de l'Australie les survivants du Ridderschap van Holland disparus deux ans plus tôt. Les recherches furent vaines mais Vlamingh profita de son voyage pour dresser la carte de la côte ouest de l'Australie ce qui améliora par la suite les conditions de navigation dans l'océan Indien entre le cap de Bonne-Espérance jusqu'aux Indes néerlandaises. Vlamingh avait trois bateaux sous son commandement : la frégate De Geelvink commandée par lui-même, le hooker De Nijptang commandé par le capitaine Gerrit Collaert et la galiote Weseltje commandée par son frère Joshua de Vlamingh.
L'expédition quitta Amsterdam le 2 mai 1696
- Le 29 décembre de la même année, elle fit escale sur l'île Rottnest. L'île doit son nom à ses nombreux quokkas qu'ils confondirent avec des rats (« Rottnest » signifiant « nid à rats » en hollandais).
- Le 10 janvier 1697, elle remonta le fleuve Swan et y rencontra de nombreux cygnes noirs d'où le nom de Zwaanenrivier en hollandais, Swan River en anglais.
- Le 4 février 1697, elle fit escale sur l'île Dirk Hartog et découvrit l'assiette d'Hartog. Il la remplaça  et ramena l'autre à Amsterdam, où elle se trouve à l'heure actuelle au Rijksmuseum.

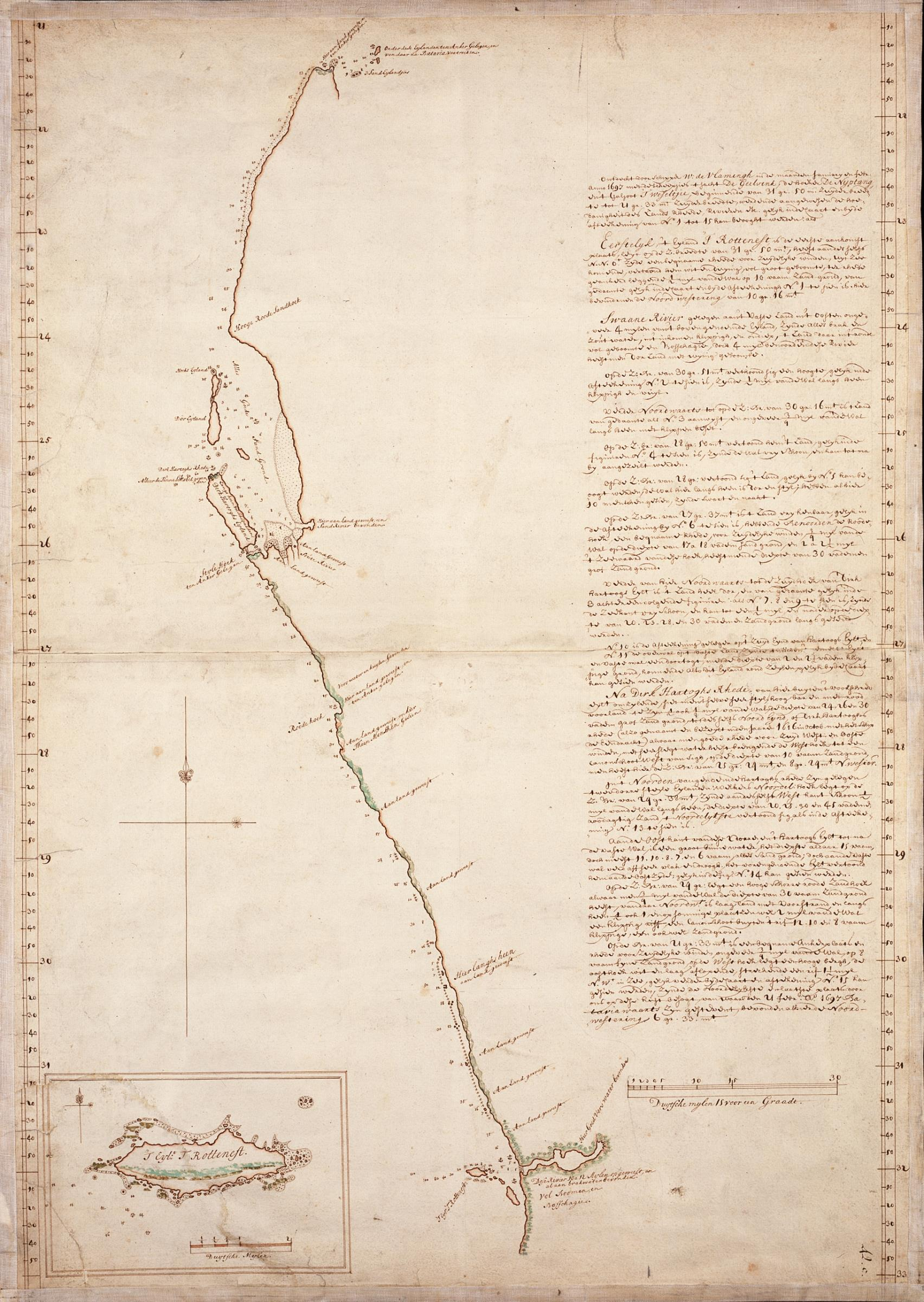
La carte d'Isaac de Graaff réalisée à partir de l'expédition de De Vlamingh.

## Hommages
Un timbre-poste à l'effigie de Vlamingh a été émis par les Terres australes et antarctiques françaises, dessiné par Cyril de La Patellière.

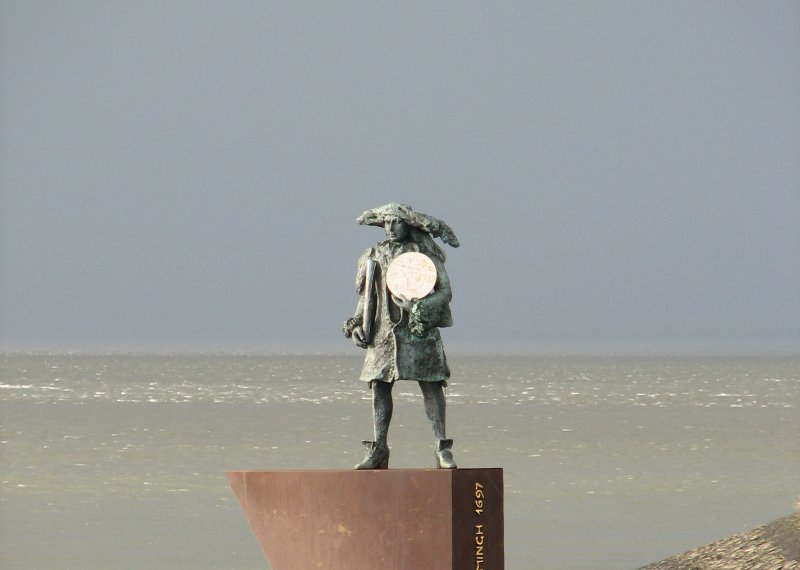
Statue de Willem de Vlamingh sur l'île de Vlieland.